# AVI

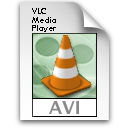
En AVI-ikon i VLC media player.

AVI är en akronym för Audio Video Interleaved, ett filformat som ursprungligen kommer från Microsoft Windows-världen. Filerna innehåller en blandning av ljud och video.
En AVI-fil kan innehålla "råa" ljud-/videodata, men är även ett paketeringsformat för komprimerade data, vilket gör att en AVI-fil behöver en kodek för att tolkas korrekt. Förutom video och ljud kan AVI-filer också inrymma dataströmmar i text-format.
De vanligaste komprimeringsmetoderna är DivX och XviD vilka behöver kodekar för att köras.
.avi är en filändelse som används av AVI-filer.